# エクステリアデザイナー
エクステリアデザイナー
1. 自動車や電車車両の外部デザインを担当したデザイナーの呼称
2. 外構に関する知識を利用して空間を植物や光で演出する職業

## 乗り物
エクステリアデザイナーは、インテリアに対して、乗り物や建物の外観(外側)の空間をデザインする。
自動車エクステリアデザイナーとは、自動車のボディーをデザインする専門家。
自動車デザイナーはチーフデザイナー、デザインディレクターのもと、外形をデザインするエクステリアデザイナー、内装を考えるインテリアデザイナー、色をデザインするカラーデザイナーに細分化されている。このデザイン担当を経験してカーデザイナーとなるケースも数多い。自動車のエクステリアデザイナーには、次のような人物らがいる。
- ピーター・スティーヴンス（マクラーレンF1GTRエクステリアデザイン）
- 鈴木康裕（ルノー ウインド　エクステリアデザイナー）
- 平林俊一（日産RASHEEN エクステリアデザイナー）
- ユルゲン・レフラー（アウディデザイン・エクステリアデザイナー）
- ジャイルズ・テイラー（プジョー・シトロエン・グループではエクステリア・デザイナーとして）
- 山中俊治（1982年～1987年 - 日産自動車エクステリアデザイナー）
- ローレンス・ヴァン・デン・アッカー（元ドイツ・インゴルシュタットデザインセンターのエクステリアデザイナー）
- 大谷一郎（MITSUBISHI ｉエクステリアデザイナー）
- ニック・マラコフスキー（クライスラー・200C EV 主任エクステリア デザイナー)
- ジュリアン・ブラシ（BMW Z4 エクステリアデザイナー）
- アンドレアス・ミント（VW シロッコ3代目、フォルクスワーゲンAGデザイン部エクステリアデザイナー）
- アンドレアス・ザパティナス（フィアット・バルケッタチーフ・エクステリアデザイナー）
- ク・ミンチョル（メルセデスベンツ社エクステリアデザイナー）
- ヤツェク・フレーリッヒ（BMW 5シリーズ6世代目エクステリアデザイン担当、BMWデザイン部エクステリアデザイナー）
- マルティン・クロップ（フォルクスワーゲン4ドアクーペ｢パサートCC｣デザインチームエクステリアデザイナー）
- アドリアン・ファン・ホーイドンク（元BMW AG自動車エクステリアデザイナー）
- トニー・シャメンコフ（ジープ・レネゲード コンセプト主任エクステリア デザイナー）
- セザール・ムンタダ（アウディAG エクステリアデザイナー）

## 空間演出
エクステリア（exterior）とは、「外部の」、「外観上の」という意味を持つが、建物敷地の外構をエクステリア（Exterior）と呼ぶ場合については、外構#概要を参照。
エクステリア (外構)（えくすてりあ がいこう）とは、居住、生活する建物の外にある構造物全体を指す言葉である。それには、門、車庫、カーポート、土間、アプローチ、塀、柵、垣根、などの構造物、それに植栽、物置、また後述する関連品も含まれる。
店舗など商用施設の場合は、景観照明による観光集客効果や広告効果、ムードなどの効果など、時間や季節を取り入れたデザインの意味合いも含まれる。
エクステリアデザイナーは、造園の幅広い知識が必要であるばかりでなく、土木、エクステリア商品、金物 などの知識も備えている他、建築の知識も必要とされる。

### 業務範囲
エクステリアデザイナーは、以下のような建築物の外観と敷地全体に関わるデザインを総合的に行う職業のことで、フェンス、門、カーポート、門から玄関までのアプローチなど、家と庭と建物の外周を総合的にデザインするデザイナー(職業)である。
- アプローチ (門から玄関までの部分)
- 土間 (車庫)、駐車場、ガレージ、カーポート
- 犬走 (いぬばしり)、園路
- 塀、外壁、ブロック、基礎
- 門、門扉
- 垣根、フェンス
- 物置
- 照明、ライティング
- 植栽、池、噴水

### 主なデザイナー
- 浦﨑正勝 - 日本でのプールのあるリゾートガーデンやアウトドアリビングの提唱者。マジラインプールの設計・施工も行う。ひまわりライフ代表。
- 荻野寿也 - 造園家・景観デザイナー。
- 芦刈創一 - 造園家・景観デザイナー。
- 舘智徳 - 造園家・景観デザイナー。